# Evan Parker

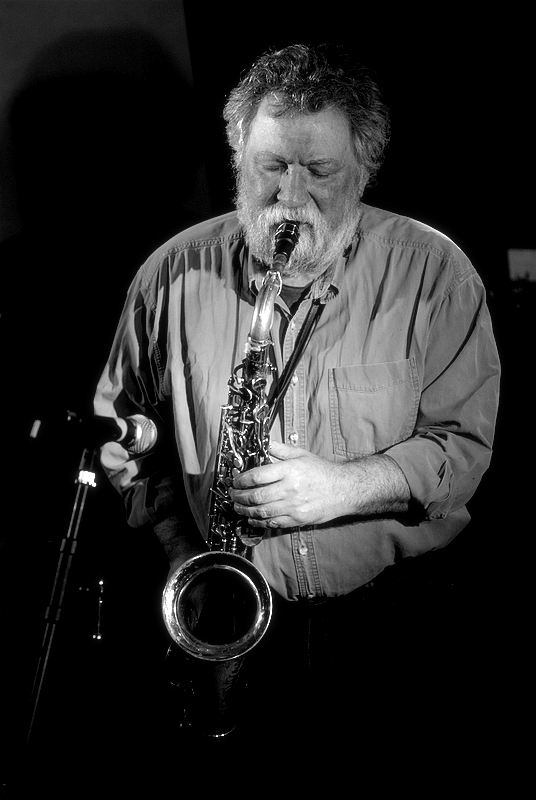
Evan Parker

Evan Shaw Parker (Bristol, 5 april 1944) is een Brits jazzsaxofonist. Met als uitgangspunt de vrije jazz ontwikkelde hij zich tot een belangrijk Europees improvisator.
Parker kreeg zijn eerste muzikale opleiding van zijn moeder, die amateurpianist was. Op veertienjarige leeftijd begon hij met saxofoonspelen. Van 1962 tot 1964 studeerde hij aanvankelijk botanica aan de universiteit van Birmingham. Die studie brak hij af om zich volledig op de muziek te kunnen richten. Hij werkte samen met Howard Riley voor hij in 1966 naar Londen trok, om met het Spontaneous Music Ensemble te werken. Daar trof hij Derek Bailey, met wie hij samenwerkte. Ook werkte hij met Tony Oxley. Vanaf 1973 speelde hij regelmatig duo's met Paul Lytton en met de groep van Alexander von Schlippenbach.
Verder was hij lid van Chris McGregors Brotherhood of Breath en werkte hij met Paul Bley, Peter Brötzmann, Derek Bailey, Barry Guy, Louis Moholo, Keith Rowe, Joe McPhee, Paul Lovens, Barre Phillips en Eddie Prévost alsmede af en toe met het improvisatiegezelschap AMM. Parker heeft vele albums opgenomen, zowel in ensembles als solistisch, en heeft ook een eigen platenlabel gestart. Laatste jaren verschenen zijn albums op ECM.
Zijn saxofoonspel werd aanvankelijk door John Coltrane beïnvloed maar kent ook experimentele invloeden vanuit de avantgarde muziek. Parker kan schijnbaar eindeloze frasen improviseren. Hij is een specialist in circulaire ademhaling (circular breathing).
In 2007 componeerde hij The Moment's Energy voor het Huddersfield Contemporary Music Festival; het verscheen later op ECM Records.